# دانشگاه آزاد اسلامی واحد لارستان
دانشگاه آزاد اسلامی واحد لارستان، یکی از واحدهای دانشگاه آزاد اسلامی در شهر لار است. این دانشگاه در رتبه‌بندی وبومتریکس ۲۰۲۰ دوازدهمین واحد دانشگاه آزاد برتر استان فارس (پس از شیراز، مرودشت، جهرم، نورآباد، ارسنجان،  سروستان، سپیدان، نی‌ریز، کازرون، فیروزآباد و فسا) است. دانشگاه آزاد اسلامی واحد لارستان در سال ۱۳۶۶ تأسیس گردید و هم‌اکنون دارای ۳۱۲۹ دانشجو و ۶۶ رشته در مقاطع دکتری، کارشناسی ارشد، کارشناسی و کاردانی است. این دانشگاه از واحدهای مجری علوم پزشکی دانشگاه آزاد به‌شمار می‌رود.

## دانشکده‌ها
- دانشکده پرستاری
- دانشکده علوم انسانی
- دانشکده فنی مهندسی، هنر و معماری